# قهرمان أباد
قهرمان‌ أباد (بالفارسية: قهرمان‌آباد) هي قرية تقع في قسم آذري الريفي (مقاطعة إسفراين) في إيران. يقدر عدد سكانها بـ 435 نسمة .